# Baschet la Jocurile Olimpice de vară din 1952
Probele sportive de baschet la Jocurile Olimpice de vară din 1952 s-au desfășurat în perioada 25 iulie - 2 august 1952, la Helsinki în Finlanda. Au fost 16 echipe masculine, din tot atâtea țări. Podiumul a fost ocupat de către Statele Unite ale Americii, Uniunea Sovietică, respectiv Uruguay.

## Medaliați
| Categorie | Aur | Argint | Bronz |
| Masculin  | Statele Unite ale Americii Ron Bontemps Marc Freiberger Wayne Glasgow Charlie Hoag Bill Hougland John Keller Dean Kelley Bob Kenney Bob Kurland Bill Lienhard Clyde Lovellette Frank McCabe Dan Pippin Howie Williams | Uniunea Sovietică Stepas Butautas Nodar Dzhordzhikiya Anatoly Konev Otar Korkiya Heino Kruus Ilmar Kullam Justinas Lagunavičius Joann Lõssov Aleksandr Moiseyev Yuri Ozerov Kazys Petkevičius Stasys Stonkus Maigonis Valdmanis Viktor Vlasov | Uruguay Martín Acosta y Lara · Enrique Baliño · Victorio Cieslinskas · Héctor Costa · Nelson Demarco · Héctor García Otero · Tabaré Larre Borges · Adesio Lombardo · Roberto Lovera · Sergio Matto · Wilfredo Peláez · Carlos Roselló |

## Faza eliminatorie
|  | Semifinale                 | Semifinale                 |    |         | Finala            | Finala |  |
|  |                            |                            |    |         |                   |        |  |
|  |                            |                            |    |         |                   |        |  |
|  | Franța                     | 61                         |    |         |                   |        |  |
|  | Uniunea Sovietică          | 57                         |    |         |                   |        |  |
|  |                            |                            |    |         |                   |        |  |
|  |                            |                            |    |         |                   |        |  |
|  |                            |                            |    |         | Uniunea Sovietică | 36     |  |
|  |                            | Statele Unite ale Americii | 25 |         |                   |        |  |
|  |                            |                            |    |         |                   |        |  |
|  |                            |                            |    |         |                   |        |  |
|  |                            |                            |    |         | Finala mică       |        |  |
|  |                            |                            |    |         |                   |        |  |
|  | Uruguay                    | 45                         |    | Uruguay | 68                |        |  |
|  | Statele Unite ale Americii | 33                         |    |         | Argentina         | 59     |  |